# Tarek Thabet
Tarek Thabet (in arabo طارق ثابت‎?; Gabès, 16 agosto 1971) è un allenatore di calcio ed ex calciatore tunisino, di ruolo difensore, tecnico del Salam Zgharta.

## Palmarès

### Giocatore

#### Competizioni nazionali
- Campionato tunisino: 8

Espérance: 1993-1994, 1997-1998, 1998-1999, 1999-2000, 2000-2001, 2001-2002, 2002-2003, 2003-2004
- Coppa di Tunisia: 2

Espérance: 1996-1997, 1998-1999
- Supercoppa di Tunisia: 1

Espérance: 2001

#### Competizioni internazionali
- CAF Champions League: 1

Espérance: 1994
- Coppa delle Coppe d'Africa: 1

Espérance: 1998
- Supercoppa CAF: 1

Espérance: 1995
- Coppa CAF: 1

Espérance: 1997
- Coppa dei Campioni araba per club: 1

Espérance: 1993
- Coppa dei Campioni afro-asiatica: 1

Espérance: 1995
- Supercoppa araba: 1

Espérance: 1997